# 富士建設
富士建設株式会社（ふじけんせつ、Fuji Construction Corporation）は、日本の建設会社。北海道室蘭市中央町3丁目5番13号に本社を置く、室蘭管内最初（1950年）に創業された道路舗装会社。

## 概要

### 事業内容
施工関連の事業
- 道路建設工事
  - 道路舗装・改良・修繕
  - 工場・流通施設内での舗装工事
  - 工場構内道路・倉庫・駐車場・港湾施設
  - スポーツ施設の工事（テニスコート・ゴルフ場・陸上競技場）
- 一般土木工事
  - 宅地造成
  - 工場用地造成
  - 下水工事
  - 地盤改良
  - 建築工事（一般建築）
- 景観舗装工事
  - 造園緑化工事（公園・道路・建築緑化工事、環境整備）

プラント関連の事業
- 合材製造・販売
- アスファルト合材
- 再生アスファルト合材
- 常温合材
- 改質アスファルト合材
- カラー合材（イブリアスコンJV）

バイオ関連の事業
- バイオディーゼル燃料（BDF）の精製・供給
- 食用廃油の回収

その他
- 道路維持（安全パトロールなど）
- 降雪時の除雪及び排雪業務（冬季期間）

### 社章
- 安全の象徴「△」マークに、社名の頭文字「FKK」を組み合わせた形となっている。

### 本社・支店・事業所
- 本社:〒051-0011 北海道室蘭市中央町3丁目5-13
- 登別支店:〒059-0025 北海道登別市大和町1丁目8-7（国道36号線沿い）
- 札幌支店:〒065-0031 北海道札幌市東区北31条東1丁目7-1

### 役員構成
| 役職           | 氏名      | 出身校                     | 備考                |
| -------------- | --------- | -------------------------- | ------------------- |
| 代表取締役社長 | 橋詰 昌明 | 室蘭工業大学工学部卒業     | 1級土木施工管理技士 |
| 専務取締役     | 浮田 正   | 北海道室蘭工業高等学校卒業 |                     |
| 専務取締役     | 下澤 定男 | 室蘭工業大学工学部卒業     |                     |

## 沿革
- 1950年（昭和25年） - 富士建設株式会社を設立
- 1974年（昭和49年） - 合材工場を登別市大和町に設置する
- 1978年（昭和53年） - 登別合材工場を室蘭営業所に改称する（現・登別支店）
- 1981年（昭和56年） - 苗穂建設工業を合弁し、札幌市手稲区に札幌営業所を開設〈2001年（平成13年）:札幌支店に改称〉
- 1988年（昭和63年） - 室蘭営業所構内（登別市大和町）に新型プラント完成
- 1989年（平成元年） - 室蘭営業所を登別支店に改称。その後、1993年（平成5年）登別支店構内に新社屋を落成する
- 2002年（平成14年） - 同社登別支店を拠点として、イブリアスコン共同企業体設立（菱中建設・大成ロテックの3社共同）、共同アスファルトプラント操業開始
- 2005年（平成17年） - ISO9001：2000認証
- 2008年（平成20年） - 6月 廃食油再生燃料化装置を設置、バイオディーゼル燃料（BDF）の精製を稼動する

## 主な施工実績
- 白鳥大橋
- 国道237号
- PCB施設アクセス道路工事
- 国道230号虻田町三豊
- 北海道道86号白老大滝線
- 3・4・121長和農社通
- 国道235号新冠町大狩部
- 国道237号日高町三岩